# Batrachylidae
A Batrachylidae a kétéltűek (Amphibia) osztályába és  a békák (Anura) rendjébe tartozó  család. A családba négy nem tartozik.

## Rendszerezés
A családba tartozó nemzetségek:
- Atelognathus Lynch, 1978 (7 faj)
- Batrachyla Bell, 1843 (5 faj)
- Chaltenobatrachus Basso, Úbeda, Bunge, & Martinazzo, 2011 (1 faj)
- Hylorina Bell, 1843 (1 faj)